# Discagem direta a distância
A discagem direta a distância (DDD) é o sistema adotado para discagem interurbana automática através da inserção de prefixos regionais (códigos de área) e posteriormente de operadoras de longa distância, e que se tornou possível graças à automação dos sistemas de telefonia. No Brasil foi inaugurada em 1969, mas começou a ser implantada em grande escala nas centrais telefônicas brasileiras a partir da década de 70. No início dos anos 90 o sistema estava praticamente instalado em todas as cidades.

## Lista de códigos DDD (Brasil)
Os códigos DDD fazem parte do Plano Geral de Códigos Nacionais (PGCN) regulamentados pela Anatel.

| Prefixo | Estado                 | Cidades principais / Regiões |
| ------- | ---------------------- | --- |
| 11      | São Paulo              | Região Metropolitana de São Paulo/Região Metropolitana de Jundiaí/Região Geográfica Imediata de Bragança Paulista               |
| 12      | São Paulo              | Região Metropolitana do Vale do Paraíba e Litoral Norte                                                                         |
| 13      | São Paulo              | Região Metropolitana da Baixada Santista/Vale do Ribeira                                                                        |
| 14      | São Paulo              | Avaré/Bauru/Botucatu/Jaú/Lins/Marília/Ourinhos                                                                                  |
| 15      | São Paulo              | Itapetininga/Itapeva/Sorocaba/Tatuí                                                                                             |
| 16      | São Paulo              | Araraquara/Franca/Jaboticabal/Ribeirão Preto/São Carlos/Sertãozinho                                                             |
| 17      | São Paulo              | Barretos/Catanduva/Fernandópolis/Jales/São José do Rio Preto/Votuporanga                                                        |
| 18      | São Paulo              | Andradina/Araçatuba/Assis/Birigui/Dracena/Presidente Prudente                                                                   |
| 19      | São Paulo              | Americana/Campinas/Limeira/Piracicaba/Rio Claro/São João da Boa Vista                                                           |
| 21      | Rio de Janeiro         | Rio de Janeiro e Região Metropolitana/Teresópolis                                                                               |
| 22      | Rio de Janeiro         | Cabo Frio/Campos dos Goytacazes/Itaperuna/Macaé/Nova Friburgo                                                                   |
| 24      | Rio de Janeiro         | Angra dos Reis/Petrópolis/Volta Redonda/Piraí                                                                                   |
| 27      | Espírito Santo         | Vitória e Região Metropolitana/Colatina/Linhares/Santa Maria de Jetibá                                                          |
| 28      | Espírito Santo         | Cachoeiro de Itapemirim/Castelo/Itapemirim/Marataízes                                                                           |
| 31      | Minas Gerais           | Belo Horizonte e Região Metropolitana/Conselheiro Lafaiete/Ipatinga/Viçosa                                                      |
| 32      | Minas Gerais           | Barbacena/Juiz de Fora/Muriaé/São João del-Rei/Ubá                                                                              |
| 33      | Minas Gerais           | Almenara/Caratinga/Governador Valadares/Manhuaçu/Teófilo Otoni                                                                  |
| 34      | Minas Gerais           | Araguari/Araxá/Patos de Minas/Uberlândia/Uberaba                                                                                |
| 35      | Minas Gerais           | Alfenas/Guaxupé/Lavras/Poços de Caldas/Pouso Alegre/Varginha                                                                    |
| 37      | Minas Gerais           | Bom Despacho/Divinópolis/Formiga/Itaúna/Pará de Minas                                                                           |
| 38      | Minas Gerais           | Curvelo/Diamantina/Montes Claros/Pirapora/Unaí                                                                                  |
| 41      | Paraná                 | Curitiba e Região Metropolitana                                                                                                 |
| 42      | Paraná                 | Ponta Grossa/Guarapuava |
| 43      | Paraná                 | Apucarana/Londrina |
| 44      | Paraná                 | Maringá/Campo Mourão/Umuarama                                                                                                   |
| 45      | Paraná                 | Cascavel/Foz do Iguaçu |
| 46      | Paraná                 | Francisco Beltrão/Pato Branco                                                                                                   |
| 47      | Santa Catarina         | Balneário Camboriú/Blumenau/Itajaí/Joinville                                                                                    |
| 48      | Santa Catarina         | Florianópolis e Região Metropolitana/Criciúma                                                                                   |
| 49      | Santa Catarina         | Caçador/Chapecó/Concórdia/Lages                                                                                                 |
| 51      | Rio Grande do Sul      | Porto Alegre e Região Metropolitana/Santa Cruz do Sul/Litoral Norte                                                             |
| 53      | Rio Grande do Sul      | Pelotas/Rio Grande |
| 54      | Rio Grande do Sul      | Caxias do Sul/Passo Fundo |
| 55      | Rio Grande do Sul      | Santa Maria/Santana do Livramento/Santo Ângelo/Uruguaiana                                                                       |
| 61      | Distrito Federal/Goiás | Abrangência em todo o Distrito Federal e alguns municípios da Região Integrada de Desenvolvimento do Distrito Federal e Entorno |
| 62      | Goiás                  | Goiânia e Região Metropolitana/Anápolis/Niquelândia/Porangatu                                                                   |
| 63      | Tocantins              | Abrangência em todo o estado |
| 64      | Goiás                  | Caldas Novas/Catalão/Itumbiara/Rio Verde                                                                                        |
| 65      | Mato Grosso            | Cuiabá e Região Metropolitana                                                                                                   |
| 66      | Mato Grosso            | Rondonópolis/Sinop |
| 67      | Mato Grosso do Sul     | Abrangência em todo o estado |
| 68      | Acre                   | Abrangência em todo o estado |
| 69      | Rondônia               | Abrangência em todo o estado |
| 71      | Bahia                  | Salvador e Região Metropolitana                                                                                                 |
| 73      | Bahia                  | Eunápolis/Ilhéus/Porto Seguro/Teixeira de Freitas                                                                               |
| 74      | Bahia                  | Irecê/Jacobina/Juazeiro/Xique-Xique                                                                                             |
| 75      | Bahia                  | Alagoinhas/Feira de Santana/Paulo Afonso/Valença                                                                                |
| 77      | Bahia                  | Barreiras/Bom Jesus da Lapa/Guanambi/Vitória da Conquista                                                                       |
| 79      | Sergipe                | Abrangência em todo o estado |
| 81      | Pernambuco             | Recife e Região Metropolitana/Caruaru                                                                                           |
| 82      | Alagoas                | Abrangência em todo o estado |
| 83      | Paraíba                | Abrangência em todo o estado |
| 84      | Rio Grande do Norte    | Abrangência em todo o estado |
| 85      | Ceará                  | Fortaleza e Região Metropolitana                                                                                                |
| 86      | Piauí                  | Teresina e alguns municípios da Região Integrada de Desenvolvimento da Grande Teresina/Parnaíba                                 |
| 87      | Pernambuco             | Garanhuns/Petrolina/Salgueiro/Serra Talhada                                                                                     |
| 88      | Ceará                  | Juazeiro do Norte/Sobral |
| 89      | Piauí                  | Picos/Floriano |
| 91      | Pará                   | Belém e Região Metropolitana |
| 92      | Amazonas               | Manaus e Região Metropolitana/Parintins                                                                                         |
| 93      | Pará                   | Santarém/Altamira |
| 94      | Pará                   | Marabá |
| 95      | Roraima                | Abrangência em todo o estado |
| 96      | Amapá                  | Abrangência em todo o estado |
| 97      | Amazonas               | Abrangência no interior do estado                                                                                               |
| 98      | Maranhão               | São Luís e Região Metropolitana                                                                                                 |
| 99      | Maranhão               | Caxias/Codó/Imperatriz |

## Operadoras
Atualmente existem dezenas de operadoras que oferecem o serviço no Brasil e no mundo:

### Brasil
Lista de código de serviço da prestadora (CSP)
- Algar Telecom - 12
- Oi (Nos seguintes estados: AC, DF, GO, MT, MS, PR, RO, RS, SC e TO) - 14
- Vivo - 15
- Aerotech - 17
- Embratel (Claro) - 21
- Oi (Nos seguintes estados: AL, AM, AP, BA, CE, ES, MA, MG, PA, PB, PE, PI, RN, RJ, RR e SE) - 31
- Convergia - 32
- TIM - 41
- Sercomtel - 43
- Nextel - 99

### Portugal
- MEO
- NOS
- Nowo
- Vodafone Portugal

Desde 1999 que em Portugal todos os números fixos começam por 2, seguidos de indicativos regionais, até completarem o número do residente. A única excepção a isso é o novo indicativo 3, geralmente operado pela Portugal Telecom, que atribui números de telefone a utilizadores VoIP. Após marcar o novo indicativo 3 a partir de uma rede fixa normal, a chamada percorre a linha até à operadora da PT e é redireccionada para o operador final. A chamada é então transmitida por computador para o telefone VoIP. O percurso contrário (a partir de um telefone VoIP para uma linha fixa) é inversamente semelhante, sendo que esta é redireccionada por computador para a linha fixa até chegar ao receptor final.